# Te voglio bene assaje
Te voglio bene assaje è una canzone in lingua napoletana composta nell'Ottocento e già cantata dalle massaie napoletane intorno al 1839.
Secondo molti critici musicali rappresenta l'atto di nascita della canzone d'autore moderna o comunque il passaggio dalla musica popolare alla canzone d'autore, visto che è stato il primo brano musicale a partecipare alla festa di Piedigrotta nell'ambito della gara canora.
Il componimento scritto fu piuttosto lungo e la sua forza penetrativa nella massa di ascoltatori gli venne conferita dal ritornello accattivante e orecchiabile che concludeva ogni strofa:
lo dico mmeretà.
Io iastemma' vurria

lo juorno ca t'amaie!
 Te voglio bene assaje
e tu non pienze a me»

## Storia
Sulla origine della canzone vi sono innumerevoli versioni. Secondo la più accreditata, il poeta Raffaele Sacco, di professione ottico e frequentatore dei salotti partenopei, scrisse la canzone dedicandola ad un'avvenente signora, con la quale avrebbe avuto una relazione. Secondo tale interpretazione, i versi farebbero riferimento ad una polemica scherzosa sulla presunta doppiezza del poeta e sul mancato matrimonio della donzella.
Altri autori ritengono invece che il ritornello della canzone facesse parte della solida tradizione orale della musica napoletana, e che come tale venisse cantato negli ambienti popolari molto prima della sua inclusione nella composizione.
Per quanto riguarda la musica, una certa tradizione la assegna a Gaetano Donizetti, nel cui catalogo è inclusa, anche se nel 1839 costui era impegnato in altre opere e dall'anno precedente si trovava a Parigi. È certo, infatti, che dopo aver soggiornato a lungo a Napoli, mettendo in particolare in scena al Teatro di San Carlo la prima della Lucia di Lammermoor, aveva lasciato la città nell'ottobre del 1838 in seguito alla morte della moglie e della figlia. Tali dati portano alcuni storici della musica, tra cui De Mura e De Rubertis, a ritenere che la musica sia stata probabilmente composta dal maestro Filippo Campanella, compagno e amico del Sacco.
Per quanto l'origine della canzone sia tuttora oggetto di discussione, è certo che essa ebbe immediatamente un enorme successo, dato che in pochi mesi furono vendute ben 180.000 copielle, ossia gli spartiti e le parole stampati e distribuiti su foglio.
Inoltre per molte edizioni della Festa di Piedigrotta questa canzone fu intonata quasi ad inno ufficiale della musica napoletana. La risonanza della canzone fu tale che il giornalista Raffaele Tommasi, il 6 agosto 1840 sul settimanale letterario Omnibus scrisse: «Sfido chiunque dei miei lettori a dare un passo, o a ficcarsi in un luogo dove il suo orecchio non sia ferito all'acuto suono di una canzone, che da non molto da noi introdottasi, trovasi sulle bocche di tutti, ed è venuta in sì gran fama da destar l'invidia dei più valenti compositori». Il successo fu di dimensioni tali da suscitare anche commenti stizziti per l'ossessionante ubiquità della melodia, cantata in tutta la città. In una sua poesia del 1840, il barone Zezza scrisse:
«...Da cinche mise, cànchero,

matina, juorno e ssera,

fanno sta tiritera...

tutte li maramè

Che siente addò te vuote?

Che siente addò tu vaje?

"Te voglio bene assaje

e tu nun pienze a mme!"...».

E un anonimo poeta scrisse salacemente: «Addio mia bella Napoli, fuggo da te lontano. Perché pensier sì strano, tu mi dirai, perché? Perché mi reca nausea quella canzone omai, Ti voglio bene assai e tu non pensi a me!»
Il motivo della canzone fu ampiamente utilizzato dal compositore norvegese Johan Svendsen per il suo Norsk Kunstnerkarneval for orkester del 1874.
Con l'orchestra di Pippo Barzizza il 25 agosto 1956, è Rino Loddo a lanciarla in Italia, nel corso della trasmissione radiofonica della Rai Sorella Radio, che fu irradiata in diretta nazionale.

## Testo
Appila, sié' maesta:

Ca ll'arta toja è chesta

Lo dico 'mmeretá.

Io jastemmá vorría

lo juorno che t'amaje!

Io te voglio bbene assaie

e tu nun pienze a mme

Pecché quanno me vide

te 'ngrife comm' 'a gatto?

Nenne' che t'aggio fatto

ca no mme puo' vedé?

Io t' 'aggio amato tanto,

si t'amo tu lo saie

Te voglio bene assaie

e tu nun pienze a me.

Ricordate lu juorno

Ca stive a me vicino

E te scorreano ‘nzine

Li lacreme accussì

Diciste a me "Nun chiagnere
 
Ca tu dd’o mio sarraje"

Io te voglio bbene assaie

e tu nun pienze a mme

La notte tutte dormeno

ma io che bbuo' durmi'!

penzanno a nnenna mia

me sento ascevuli'

li quarte d'ora sonano

a uno, a ddoie, a ttre:

Io te voglio bbene assaie

e tu nun pienze a mme

Guardame 'nfaccia e vvide

comme songo arredutto

sicco, paliento e brutto,

nennella mia pe' tte!

Cusuto affilo duppio

co' tte me vedarraie

Io te voglio bbene assaie

e tu nun pienze a mme

Quanno so' fatto cennere

tanno me chiagnarraie

sempe addimannarraje:

"Nennillo mio addo' sta?"

la fossa mia tu arape

e llà me truvarraie:

Io te voglio bbene assaie

sei maestra nel rimediare,

perché la tua specialità è questa

lo dico in verità.

Io vorrei maledire

il giorno che ti amai!

Io ti voglio tanto bene

e tu non pensi a me

Perché quando mi vedi

ti arruffi come un gatto

bambina, che ti ho fatto

che mi odi così?

Io ti ho tanto amata

e t'amo e tu lo sai

Io ti voglio tanto bene

e tu non pensi a me

Ricordati quel giorno

Che mi stavi vicino

E ti scorrevano addosso

le lacrime e così

Dicesti a me "non piangere

Che un giorno sarai mio"

Io ti voglio tanto bene

e tu non pensi a me

Di notte tutti dormono

ma io che vuoi dormire

pensando alla mia piccola

mi sento svenire per il desiderio

I quarti d'ora suonano

all'una, alle due, alle tre..

Io ti voglio tanto bene

e tu non pensi a me

Guardami in faccia e vedi

Come sono ridotto

magro, pallido e brutto

bambina mia per te!

Cucito a filo doppio

a te mi vedrai

Io ti voglio tanto bene

e tu non pensi a me

Quando sarò diventato cenere

allora mi piangerai

domanderai sempre

"Dov'è il mio piccolino?" 

Apri la mia fossa

e mi troverai lì

Io ti voglio tanto bene

e tu non pensi a me»

## Interpretazioni
Tra gli interpreti del brani vi sono:
- Mario Abbate
- Renzo Arbore e L'Orchestra Italiana
- Angelo Branduardi
- Sergio Bruni
- Fausto Cigliano
- Lucio Dalla
- Eugenio Finardi[6]
- Rino Loddo
- Mia Martini
- Miranda Martino
- Milva
- Mina
- Roberto Murolo
- Musica Nuda
- Gianni Nazzaro
- Massimo Ranieri
- Franco Ricci
- Bobby Solo
- Mario Trevi
- Gabriele Vanorio